# Hsueh T'ao (cràter)
Hsueh T'ao és un cràter d'impacte en el planeta Venus de 21 km de diàmetre. Porta el nom de Xue Tao (768-831), cortesana i poetessa xinesa, i el seu nom va ser aprovat per la Unió Astronòmica Internacional el 1994.